# Poggio Fiorito
Poggio Fiorito is een plaats (frazione) in de Italiaanse gemeente Guidonia Montecelio.